# Grafisches Gewerbe
Der Bereich Grafisches Gewerbe umfasst alle Bereiche der Druckindustrie und der papierverarbeitenden Berufe, aber auch die Bild- und Fotoverarbeitung, Design, Desktop-Publishing (DTP) oder Werbegrafiken.

## Hintergrund
Unter dem Begriff grafisches Gewerbe werden alle beruflichen Tätigkeiten zusammengefasst, die für die handwerkliche und technische Herstellung von Druckerzeugnissen notwendig sind. Neben dem unterschiedlichen Drucktechniken, wie Buch-, Flach-, Folien-, Hoch-, Offset-, Sieb-, Tief- und Zeitungsdruck zählen dazu auch die Buchbinderei (Hand- und Industriebuchbinderei), Kartonagenbetriebe, Korrektoren und Revisoren, die Setzerei (Hand-, Schrift- und Maschinensatz) oder das Verlagswesen, sowie die dazu notwendigen Druckmaschinen, Reprotechniken oder Satzanlagen (Fotosatz), die Druckerzeugnisse, Druckgrafiken, Gebrauchsgrafik und Reproduktion.
Es gibt Ausbildungsberufe, Fachschulen für Grafisches Gewerbe oder Studiengänge für Mediengestaltung und Design an Hochschulen und Universitäten. Alle Berufe, die sich mit der Herstellung von Grafiken beschäftigen, dazu zählen beispielsweise Drucker, Grafiker, wie Polygrafen, Grafikdesigner … einige Berufszweige sind inzwischen aber auch ausgestorben. Es gab unter anderem Berufe wie Chemigrafen, Form-, Holz- und Schriftschneider, Lithografen, Notenstecher, Schriftsetzer.
Das Museum der Arbeit in Hamburg widmet dem Themengebiet „Grafisches Gewerbe“ eine eigene Abteilung, die sich auf den Buchdruck, dessen Mechanisierung und sein Ende konzentriert. Auch andere Museen bieten Ausstellungen zu diesem Thema an, wie das Druckmuseum/Haus für Industriekultur des Hessischen Landesmuseums Darmstadt.

## Gewerkschaften (Auswahl)
Die Berufszweige der Grafischen Gewerbe sind in unterschiedlichen Gewerkschaften zusammengeschlossen, so unter anderem:
- Gewerkschaft GPA (Österreich)
- IG Druck und Papier
- IG Medien – Druck und Papier, Publizistik und Kunst

Ehemalige Gewerkschaften
- Deutscher Xylographen-Verband
- Industriegewerkschaft Graphisches Gewerbe und Papierverarbeitung
- Notenstecher-Gehilfen-Verband
- Schweizerischer Typographenbund
- Verband der Buchbinder und Papierverarbeiter Deutschlands
- Verband der Deutschen Buchdrucker
- Verband der Graphischen Hilfsarbeiter und Arbeiterinnen Deutschlands
- Verband der Lithographen, Steindrucker und Verwandten Berufe

## Zeitschriften (Auswahl)
Ehemalige Zeitschriften
- Archiv für Buchgewerbe, Archiv für Buchgewerbe und Graphik, Archiv für Buchgewerbe und Gebrauchsgraphik
- Deutscher Buch- und Steindrucker, Deutscher Drucker
- Typographische Jahrbücher